# Megumi Tachikawa
Megumi Tachikawa (jap. 立川 恵, Tachikawa Megumi; * 22. Februar 19xx in der Präfektur Tokio, Japan) ist das Pseudonym einer japanischen Manga-Zeichnerin. Ihre Werke richten sich an Mädchen und sind damit der Shōjo-Gattung zuzuordnen.

## Leben
Tachikawa sandte dem Manga-Magazin Nakayoshi Anfang der 1990er Jahre die Kurzgeschichte 16-sai no Tiara zu, für die sie 1992 den Newcomer-Preis Nakayoshi Shinjin Manga Shō erhielt. Das Werk wurde im Februar 1992 im Nakayoshi Deluxe, einem Zusatzmagazin zum Nakayoshi, veröffentlicht und war die erste Veröffentlichung der Zeichnerin. Es folgten weitere Kurzgeschichten für Nakayoshi.
Von Juni 1993 bis Februar 2004 zeichnete sie ihren ersten längeren Manga, Netsuretsu Taifūmusume, der ungefähr 320 Seiten umfasst und von einem weiblichen Nachkommen Son Gokus handelt. Ihre zweite Comicserie trägt den Titel Yumekui Annainin und erschien 1994 zunächst im Run Run und dann im Nakayoshi. Hauptfiguren in dem 170-seitigen Manga, der aus mehreren in sich abgeschlossenen Kapiteln besteht, sind ein Mädchen und ein befreundetes Monster, das sich von Träumen ernährt. Die beiden helfen, dass die Träume und Wünsche von Kindern in Erfüllung gehen.
Noch im selben Jahr begann Tachikawa mit ihrem ersten großen Erfolg, Kaito St. Tail, an dem sie noch bis 1996 arbeitete. Der über 1.200 Seiten umfassende Manga wurde auch als Anime umgesetzt und in mehrere Sprachen übersetzt. In Kaito St. Tail erzählt die Autorin von einem Mädchen, das – ein Doppelleben führend – gestohlene Gegenstände stiehlt. Nach dem Abschluss dieses Mangas zeichnete sie Dream Saga über ein Mädchen, das in einer Traumwelt auf ihre Freunde trifft. Für Dream Saga war Tachikawa 1999 für den Kōdansha-Manga-Preis nominiert. Von 1999 bis 2002 erschien Dennō Shōjo Mink im Nakayoshi. Der ungefähr 1.000-seitige Manga erzählt von einem Mädchen, das eine CD aus der Zukunft findet und durch diese eine beliebte Popmusik-Sängerin wird.
Seit 2003 zeichnet Tachikawa nur noch an Dōjinshi wie etwa Delivery Boy, die sie im Eigenverlag herausbringt, und gestaltet Videospiele.

## Werke (Auswahl)
- 16-sai no Tiara (16歳のティアラ), 1992
- Netsuretsu Taifūmusume (熱烈台風娘), 1993–1994
- Yumekui Annainin (夢食案内人), 1994
- Kaito St. Tail (怪盗セイント・テール, Kaitō Seinto Tēru), 1994–1996
- Dream Saga (夢幻伝説 タカマガハラ, Mugen Densetsu Takamagahara), 1997–1999
- Dennō Shōjo Mink (電脳少女☆Mink), 1999–2002